# Nationaldagen (Kroatien)
Nationaldagen (kroatiska: Dan državnosti) är en arbetsfri allmän helgdag i Kroatien som årligen firas den 30 maj. Datumet är årsdagen för när det första kroatiska flerpartiparlamentet på flera årtionden konstituerades den 30 maj 1990 och betonar det kroatiska parlamentets historiska statsbärande roll.

## Historik och bakgrund
Kroatiens nationaldag firades åren 1990–2001 den 30 maj. Datumet flyttades sedermera till den 25 juni (årsdagen för när det kroatiska parlamentet år 1991 utropade landet självständigt från Jugoslavien). Självständighetsförklaringen följde på folkomröstning om självständighet som hölls den 19 maj 1991 i den då kroatiska delrepubliken. Av röstdeltagarna röstade 93,24 % för oavhängighet. Åren 2002–2019 firades Nationaldagen den 25 juni för att uppmärksamma att en majoritet av landets medborgare år 1991 röstat för ett självständigt Kroatien. Under åren 2002–2019 uppmärksammades den 30 maj istället som minnesdag. År 2019 reviderade det kroatiska parlamentet helgdagarnas ordning. Den nya ordningen trädde i kraft den 1 januari 2020 och innebar att den 30 maj sedan år 2020 återigen firas som nationaldag medan den 25 juni högtidlighålls som minnesdag (se Självständighetsdagen).

### Fotnoter
1. 1 2 3  ”Zakon o blagdanima, spomendanima i neradnim danima u Republici Hrvatskoj” (på kroatiska). Narodne novine. https://narodne-novine.nn.hr/clanci/sluzbeni/2019_11_110_2212.html. Läst 30 maj 2020.
2. ↑  ”Croatia celebrates Statehood Day again on 30 May” (på engelska). Croatia Week. https://www.croatiaweek.com/croatia-celebrates-statehood-day-again-on-30-may. Läst 30 maj 2020.